# Nafe Smallz
Nafe Smallz (* 16. Juli 1996; wirklicher Name Nathan Isaac Adams) ist ein englischer Rapper aus Luton. Ende 2018 hatte er seinen Durchbruch in den britischen Charts.

## Biografie
Nathan Adams alias Nafe Smallz wuchs in Luton nördlich von London auf. Sein Vater war ein DJ. In seiner Jugend dominierte aber erst einmal der Fußball, bevor die Musik in den Vordergrund trat. Mit 17 Jahren machte er mit seinem Mixtape New Year’s Eve Special erstmals auf sich aufmerksam. Regelmäßig folgten weitere Songveröffentlichungen und 2015 das zweite Mixtape Ozone Music. Aufwärts ging es im Jahr darauf, als er bei Fire in the Booth in BBC Radio 1Xtra auftrat und für das Vorprogramm von Skepta im Alexandra Palace engagiert wurde. Trotz weiterer Singles und einem dritten Mixtape blieb der entscheidende Schritt aber aus.
Der Durchbruch kam 2018 mit seiner Beteiligung am Sampler Plug Talk von The Plug Records. An zwei Stücken war er beteiligt, der Song Broken Homes zusammen mit M Huncho und Gunna brachte ihm Ende des Jahres seine erste Platzierung in den UK Top 40. Mit M Huncho nahm er wenig später Like a Film auf und hatte seinen ersten eigenen Chartsong. Greaze Mode zusammen mit Skepta brachte ihn im Frühjahr 2019 in die Top 20. Good Love hieß im Sommer seine nächste Chartsingle und zugleich auch sein Debütalbum, mit dem er Platz 48 erreichte.
In kurzer Folge gab es weitere Veröffentlichungen mit M Huncho, die ebenfalls erfolgreich waren, und im April 2020 erreichte er mit dem zweiten Album Goat World mit Platz 12 seine bis dahin beste Platzierung.

## Diskografie

### Alben
| Jahr | Titel        | Höchstplatzierung, Gesamtwochen, AuszeichnungChartsChartplatzierungen (Jahr, Titel, Platzierungen, Wochen, Auszeichnungen, Anmerkungen) | Anmerkungen          |
| Jahr | Titel        | UK | Anmerkungen          |
| ---- | ------------ | --- | -------------------- |
| 2019 | Good Love    | UK48 (2 Wo.)UK |                      |
| 2020 | Goat World   | UK12 (2 Wo.)UK |                      |
| 2020 | DNA          | UK6 (4 Wo.)UK | Mixtape mit M Huncho |
| 2022 | Legacy       | UK52 (1 Wo.)UK |                      |
| 2023 | High Profile | UK98 (1 Wo.)UK |                      |

Weitere Mixtapes
- New Year’s Eve Special (2013)
- Ozone Music (2015)
- Movie Music (2018)

### Lieder
| Jahr | Titel Album                 | Höchstplatzierung, Gesamtwochen, AuszeichnungChartsChartplatzierungen (Jahr, Titel, Album, Platzierungen, Wochen, Auszeichnungen, Anmerkungen) | Anmerkungen          |
| Jahr | Titel Album                 | UK | Anmerkungen          |
| --- | --------------------------- | --- | -------------------- |
| 2019 | Like a Film Good Love       | UK73 (1 Wo.)UK | featuring M Huncho   |
| 2019 | Good Love                   | UK47 (4 Wo.)UK | featuring Tory Lanez |
| 2020 | Part of the Plan Goat World | UK38 (3 Wo.)UK | featuring M Huncho   |
| 2020 | PMW DNA                     | UK67 (1 Wo.)UK | mit M Huncho         |
| 2022 | Elegance –                  | UK73 (1 Wo.)UK | feat. Lil Tjay       |
| Folgende Lieder erschienen nicht als Single, wurden aber durch das Album zum Download und Streaming bereitgestellt und konnten somit eine Platzierung erlangen: |                             | |                      |
| |                             | |                      |
| 2020 | Flooded DNA                 | UK46 (2 Wo.)UK | mit M Huncho         |
| 2020 | Cold World DNA              | UK93 (1 Wo.)UK | mit M Huncho         |

Weitere Singles
- Gucci (2017)
- Wanna Know Ya (2018)
- Bad To The Bone (2019, UK: Silber)

### Als Gastmusiker
| Jahr | Titel Interpretation                                                               | Höchstplatzierung, Gesamtwochen, AuszeichnungChartsChartplatzierungen (Jahr, Titel, Interpretation, Platzierungen, Wochen, Auszeichnungen, Anmerkungen) | Anmerkungen                 |
| Jahr | Titel Interpretation                                                               | UK | Anmerkungen                 |
| --- | ---------------------------------------------------------------------------------- | --- | --------------------------- |
| 2018 | Broken Homes The Plug featuring Nafe Smallz, M Huncho & Gunna                      | UK38 Silber · (3 Wo.)UK |                             |
| 2019 | Greaze Mode Skepta featuring Nafe Smallz                                           | UK18 Silber · (9 Wo.)UK |                             |
| 2019 | Thumb M Huncho featuring Nafe Smallz                                               | UK30 Silber · (4 Wo.)UK |                             |
| 2020 | Faith in My Killy GRM Daily featuring Nafe Smallz, Yxng Bane, Blade Brown & Skrapz | UK75 (2 Wo.)UK |                             |
| 2020 | 5 AM M Huncho featuring Nafe Smallz                                                | UK25 (6 Wo.)UK |                             |
| 2021 | Dancing on Ice Yxng Bane featuring Nafe Smallz & M Huncho                          | UK45 (2 Wo.)UK |                             |
| Folgende Lieder erschienen nicht als Single, wurden aber durch das Album zum Download und Streaming bereitgestellt und konnten somit eine Platzierung erlangen: |                                                                                    | |                             |
| |                                                                                    | |                             |
| 2023 | Different League Nines featuring Nafe Smallz & Clavish                             | UK93 (1 Wo.)UK | Charteinstieg: 25. Mai 2023 |

Weitere Gastbeiträge
- 2019: Keeper (D-Block Europe feat. Nafe Smallz, UK: Silber)

## Auszeichnungen für Musikverkäufe
Anmerkung: Auszeichnungen in Ländern aus den Charttabellen bzw. Chartboxen sind in ebendiesen zu finden.
| Land/RegionAuszeichnungen für Musikverkäufe (Land/Region, Auszeichnungen, Verkäufe, Quellen) | Silber     | Gold | Platin | Verkäufe  | Quellen   |
| -------------------------------------------------------------------------------------------- | ---------- | ---- | ------ | --------- | --------- |
| Vereinigtes Königreich (BPI)                                                                 | 5× Silber5 | —    | —      | 1.000.000 | bpi.co.uk |
| Insgesamt                                                                                    | 5× Silber5 | —    | —      |           |           |